# Nouvelle école de Brive
Après la disparition[Quand ?] de la célèbre École de Brive, mais pour continuer à proposer à leurs fidèles lecteurs des œuvres populaires abordant tous les sujets, quatre de ses membres, à savoir :
- Gilbert Bordes
- Claude Michelet
- Jean-Guy Soumy
- Yves Viollier

ont décidé de se retrouver en novembre 2008 pour créer la NEB ou Nouvelle École de Brive.

Contrairement à l’étiquette « romans terroir » très souvent accolée à leurs ouvrages, leurs histoires se déroulent à travers tous les continents.

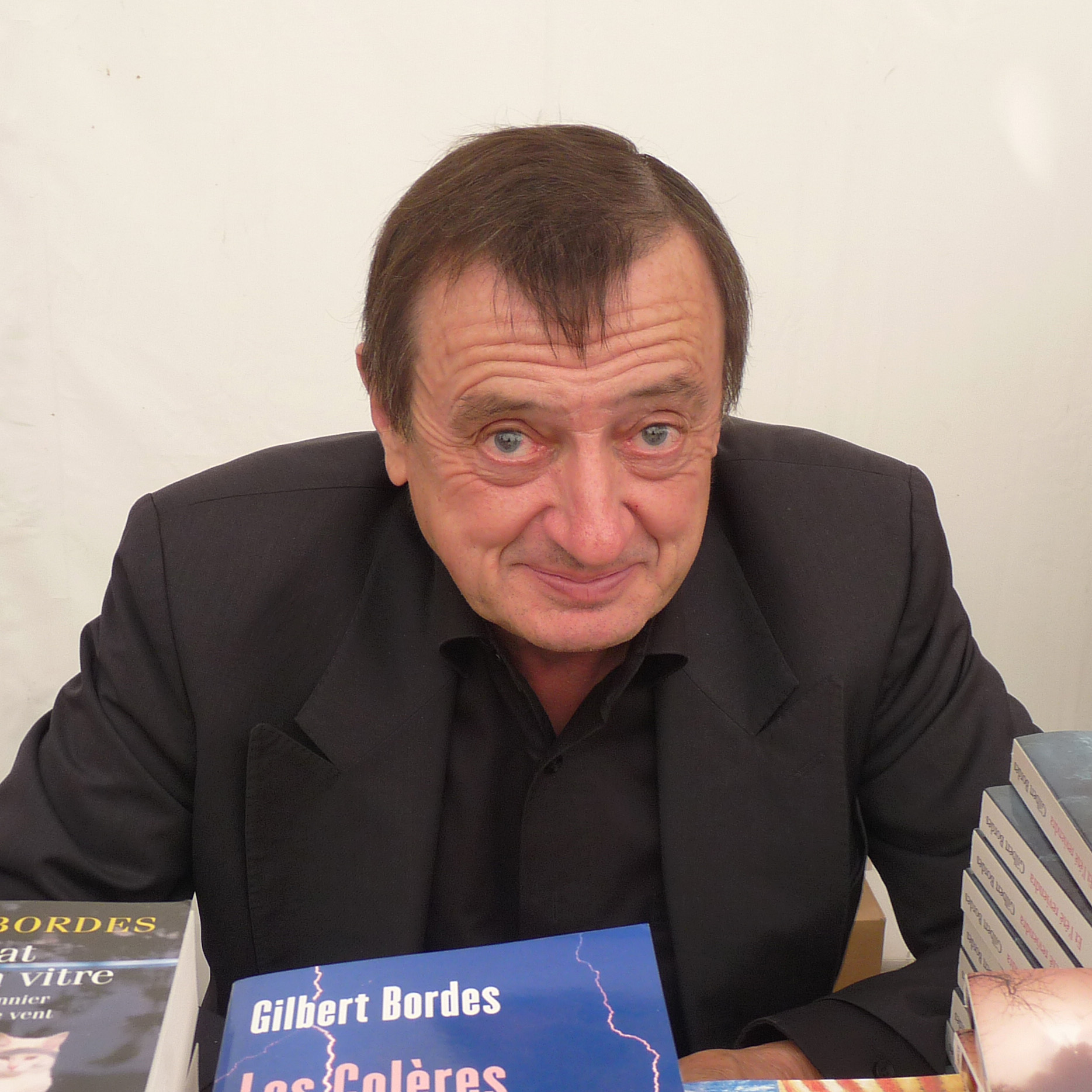
Gilbert Bordes.
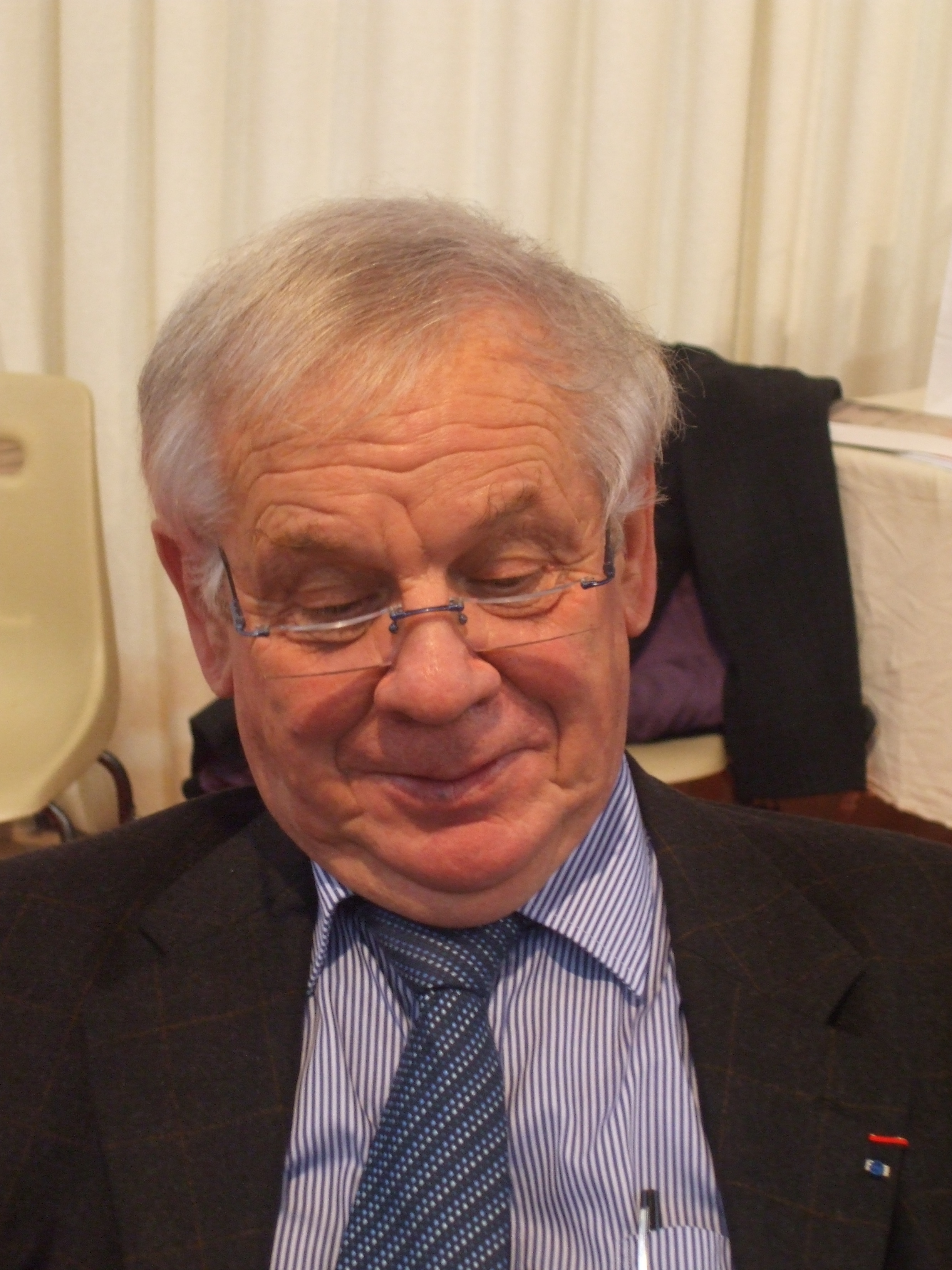
Claude Michelet.
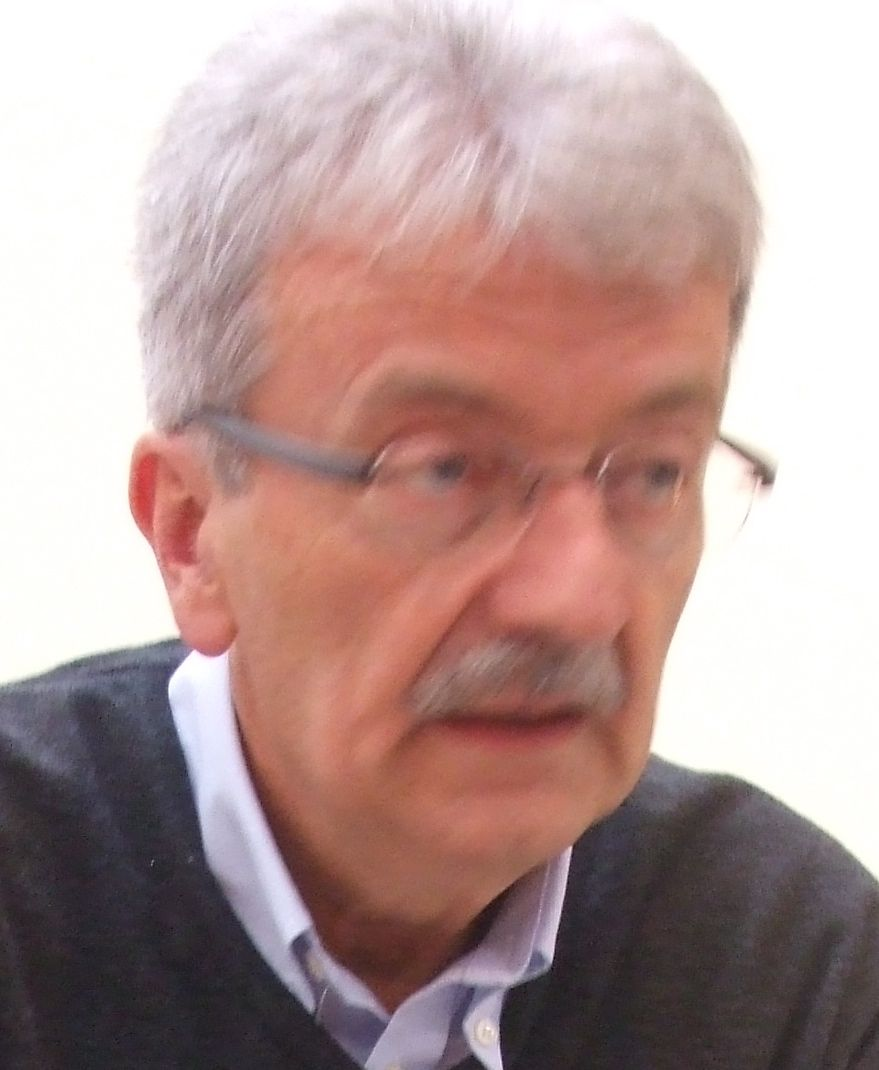
Jean-Guy Soumy.
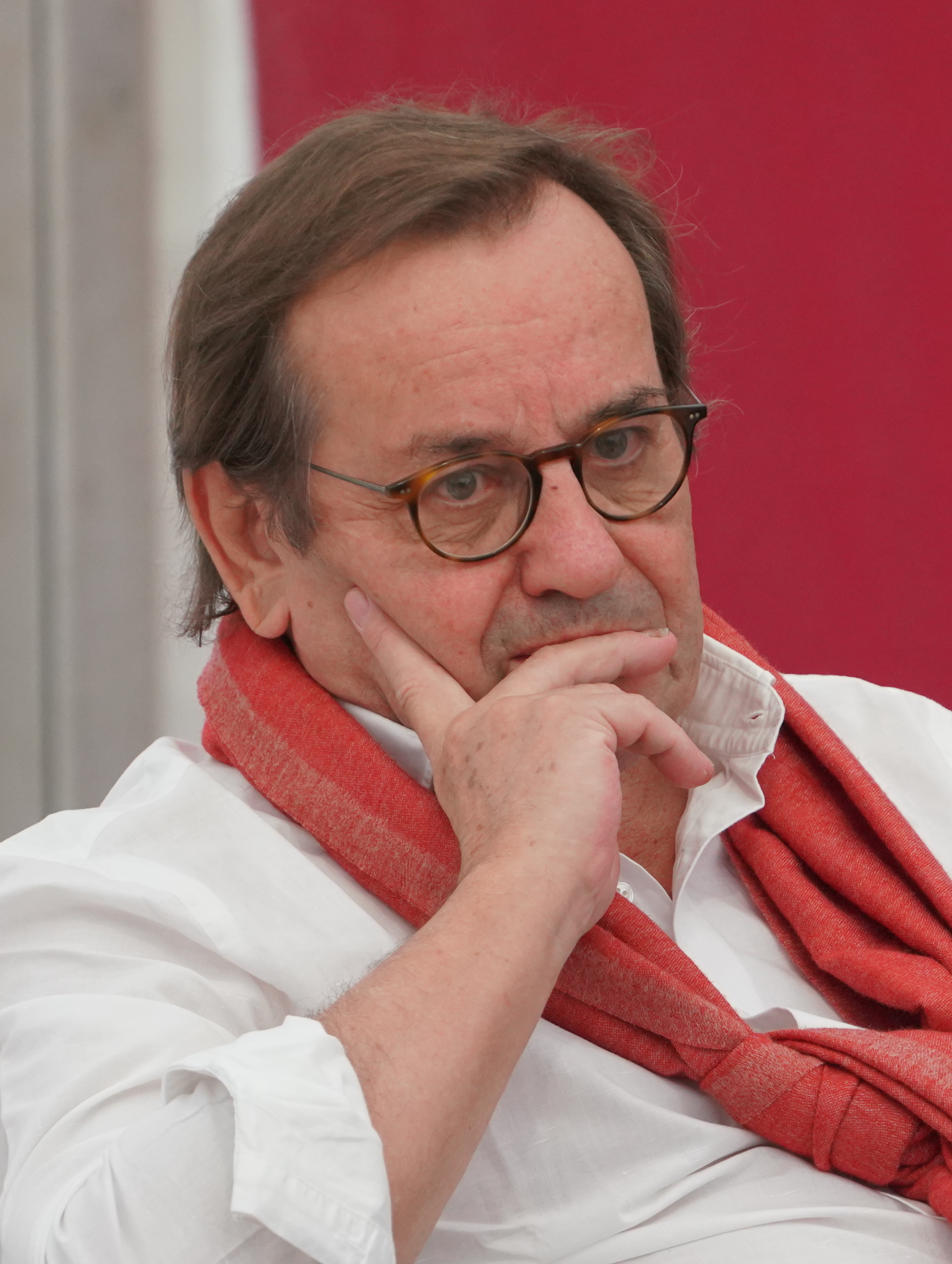
Yves Viollier.